# Mikhailo Drahomànov
Mikhailo Petròvitx Drahomànov (ucraïnès: Михайло Петрович Драгоманов ; 18 de setembre de 1841 - 2 de juliol de 1895) va ser una figura pública i intel·lectual ucraïnesa. Com a acadèmic, Drahomànov va ser un economista, historiador, filòsof i etnògraf, mentre que com a intel·lectual públic va ser un teòric polític amb tendències socialistes, potser més conegut com un dels primers defensors de l'autonomisme ucraïnès.

## Biografia

### Primers anys a Poltava (1841-1859)
Mikhailo Drahomànov va néixer el 18 Setembre [C.J. 6 Setembre] de 1841 , en una família noble menor d'ascendència Zaporoge, a Hàdiatx, una ciutat de la governació de Poltava de l'Imperi Rus. L'estatus de la seva família va significar que Drahomanov estava molt familiaritzat amb les idees del progressisme des de ben petit. El seu pare, va ser influenciat per les idees liberals de la Il·lustració i va proporcionar assistència legal als serfs i reclutes militars. El seu oncle, era membre de la Societat d'Eslaus Units i simpatitzant dels decembristes.
Mikhailo Drahomànov es va convertir en un àvid aprenent, es va matricular al gimnàs clàssic de Poltava el 1853, on va estar exposat a les obres del socialista Alexander Herzen i de l'historiador Friedrich Schlosser. Al Gimnàs, també va començar la seva carrera en periodisme, editant el diari manuscrit del seu club secret. Quan es va posar del costat d'un company d'estudiant contra els maltractaments per part d'un inspector escolar, va ser expulsat del Gimnàs abans de poder graduar-se, només va aconseguir acabar els seus estudis secundaris després de la intervenció del pedagog liberal Nikolai Pirogov.

### Beques i activisme a Kíiv (1859-1876)
El 1859, Drahomànov es va matricular a la Universitat de Kíiv, on va estudiar història. Ràpidament es va unir a un cercle estudiantil radical que va participar en les primeres etapes de la campanya " Going to the People ", establint algunes de les primeres escoles populars d'Ucraïna, abans de la seva supressió pel govern rus el 1862.

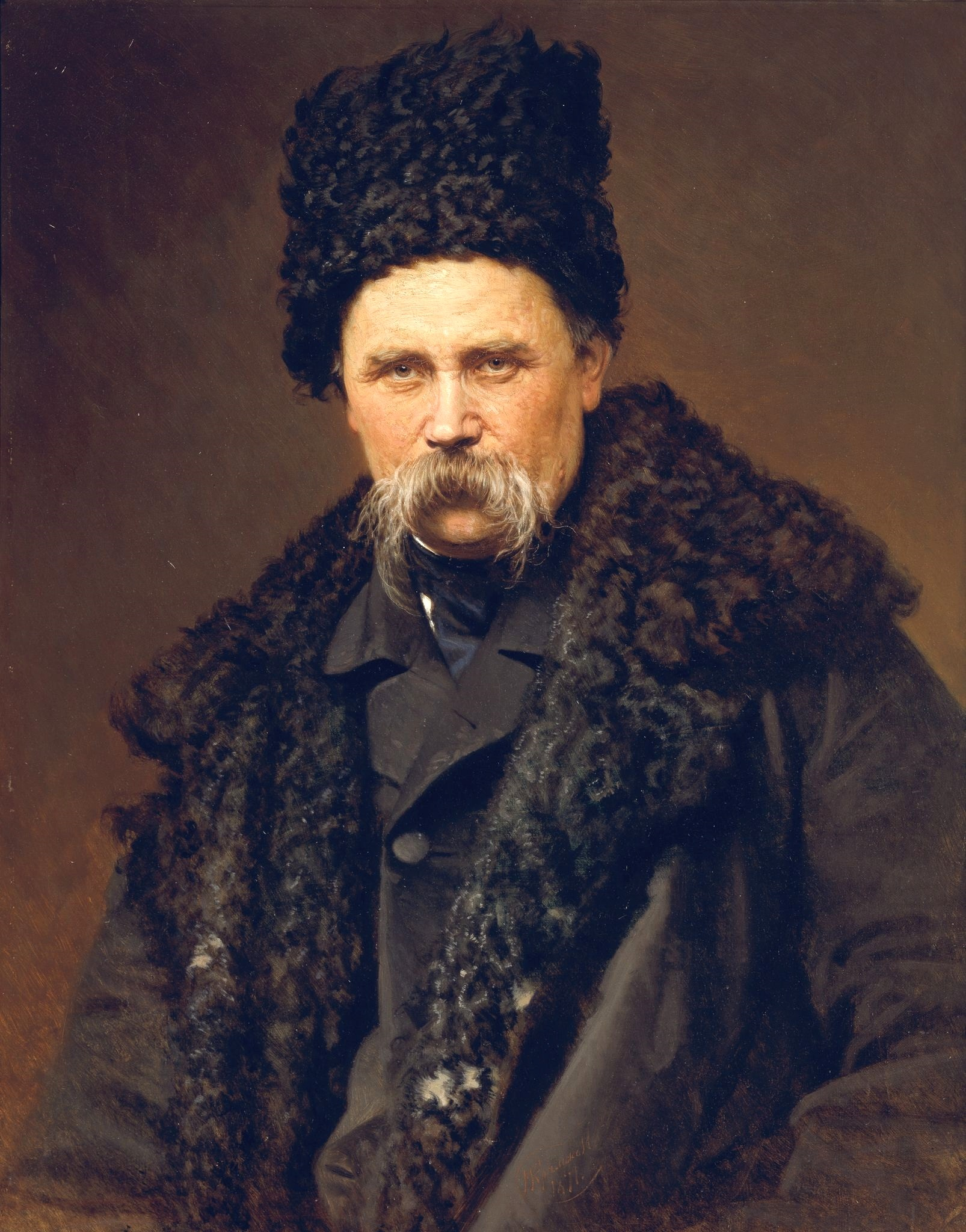
Taràs Xevtxenko, una figura fonamental de la llengua i la literatura ucraïneses modernes, que va ser una influència clau en Drahomanov.

Va estar present durant el trasllat de les restes de Taràs Xevtxenko de Sant Petersburg a Kaniv el 1861, pronunciant un discurs sobre el seu taüt quan el tren funerari es va aturar a Kíiv. També va parlar en defensa del seu mentor Pirogov, que havia estat destituït del seu càrrec pel seu liberalisme, lloant-lo per les seves reformes educatives, particularment la seva abolició dels càstigs corporals. Com a resultat, Drahomànov va ser censurat per l'administració de la universitat, però també el va apropar als seus professors liberals, un el va recomanar al consell de govern de la universitat. Però l'ascens de Drahomànov va ser bloquejat per l'administració conservadora, com a part d'una reacció generalitzada a l'aixecament de gener a Polònia.
Després de la mort del seu pare, Drahomànov va agafar una feina com a professor de geografia a una escola secundària de Kíiv, per tal de mantenir econòmicament la seva família. La seva situació econòmica va empitjorar després del seu matrimoni i la posterior mort de la seva sogra, el que el va obligar a acceptar una segona feina com a periodista per a Petersburg News, per a la qual va escriure sobre la situació de la vida a Ucraïna. El 25 de maig de 1864, després de defensar la seva tesi sobre Tiberi, va ser admès com a professor a la Universitat de Kíiv. A partir dels seus estudis sobre la història antiga, els interessos de Drahomanov es van desplaçar cap a la història eslava, concentrant-se especialment en el folklore. El 1867, va publicar una col·lecció de folklore ucraïnès, que era l'únic tipus de publicació en llengua ucraïnesa que no estava prohibida per les autoritats. El 1869, va col·laborar amb Volodymyr Antonovych en la publicació d'una col·lecció de música popular ucraïnesa.
Va ser en aquest moment quan es va involucrar amb la Hromada, una societat secreta que defensava l'educació en la llengua ucraïnesa. Això va cridar l'atenció de les autoritats russes, que sospitaven que la societat tenia vincles amb la insurrecció polonesa i van començar a reprimir el moviment naixent pel nacionalisme ucraïnès, amb Pyotr Valuyev prohibint la impressió d'obres en ucraïnès. Quan Drahomànov va publicar una ressenya d'un llibre d'Alexander Shirinsky-Shikhmatov, criticant - lo pel gran xovinisme rus, Drahomànov va ser acusat públicament per la premsa russa de defensar el separatisme i posteriorment va caure sota la vigilància de la policia secreta. No obstant això, es va mantenir actiu en la política radical, fins i tot criticant els estudiants revolucionaris de Sant Petersburg que defensaven un govern centralitzat a Rússia.

El Regne de Galítsia (vermell) dins d'Àustria-Hongria (gris fosc), una regió que Drahomànov va descriure com la seva "segona pàtria".

El 1870, quan Drahomànov va defensar la seva tesi de màster sobre Tàcit i va ser nomenat pel consell universitari per convertir-se en professor ajudant, el seu nomenament va ser bloquejat inicialment per Xirinsky-Shikhmatov, fet que li va impedir rebre fons durant el seu viatge acadèmic a l'estranger. Els seus viatges el van portar primer a Alemanya, on va presenciar la guerra francoprussiana, va assistir a conferències de Theodor Mommsen i va estudiar el moviment cultural eslau a Lusàcia. Després va anar a Suïssa, on va conèixer un nombre d'emigrants russos i va debatre amb ells l'establiment del socialisme, ell mateix va declarar que la llibertat política era un requisit previ necessari, mentre que altres consideraven que els camperols russos ja estaven preparats per a una societat socialista.. Finalment va anar a Àustria-Hongria, on va conèixer ucraïnesos de Galítsia, llavors possessió de la monarquia dels Habsburg. Quan ell mateix va visitar Galítsia, va descobrir que la societat allà estava en gran part estancada, amb la inèrcia que fins i tot afectava els radicals i els populistes. En un intent de combatre això, es va dedicar a escriure una sèrie d'articles progressistes, en els quals criticava la direcció política de galitsia, i va establir la Societat Científica Xevtxenko, que es va convertir en un centre d'estudis ucraïnesos a Lviv. Durant el seu viatge, també va continuar els seus estudis d'història antiga, va recollir estudis de folklore per comparar i va començar a escriure les seves primeres obres polítiques. El 1872, va publicar un article a Vestnik Evropy, en el qual argumentava que les polítiques de russificació dirigides a les minories ètniques van ajudar a l'expansió oriental de l'Imperi alemany.
El setembre de 1873, Drahomànov va tornar a Kíiv, on finalment va ser nomenat professor ajudant de la universitat i es va unir a la secció d'Ucraïna de la Societat Geogràfica Russa, amb la qual va publicar les seves col·leccions de folklore i música popular d'Ucraïna. La Societat i el mateix Drahomànov van ser ràpidament atacats pels reaccionaris de la ciutat al voltant del diari Kievlyanin, que acusava la Societat de separatisme i Drahomanov de ser un agent polonès. Després que Drahomanov comencés a treballar al Kievsky Telegraph, va caure sota una censura encara més gran per part de les autoritats russes, que van retirar els seus articles sobre Ucraïna dels diaris russos. El maig de 1875, el comissari local va demanar a Drahomanov la dimissió de la universitat, a causa de les acusacions de separatisme. Però en comptes de dimitir, va tornar a Galítsia, on va continuar la seva tasca d'europeització i va treballar com a enllaç entre ucraïnesos als imperis d'Àustria i Rússia, fins i tot advocant per l'alliberament de la Rutènia dels Carpats del domini hongarès. La influència de Drahomànov va ajudar a estimular la vida política a Galítsia, especialment a través dels seus articles al diari estudiantil Druh, que va formar el nucli del que seria el Partit Radical Ucraïnès.

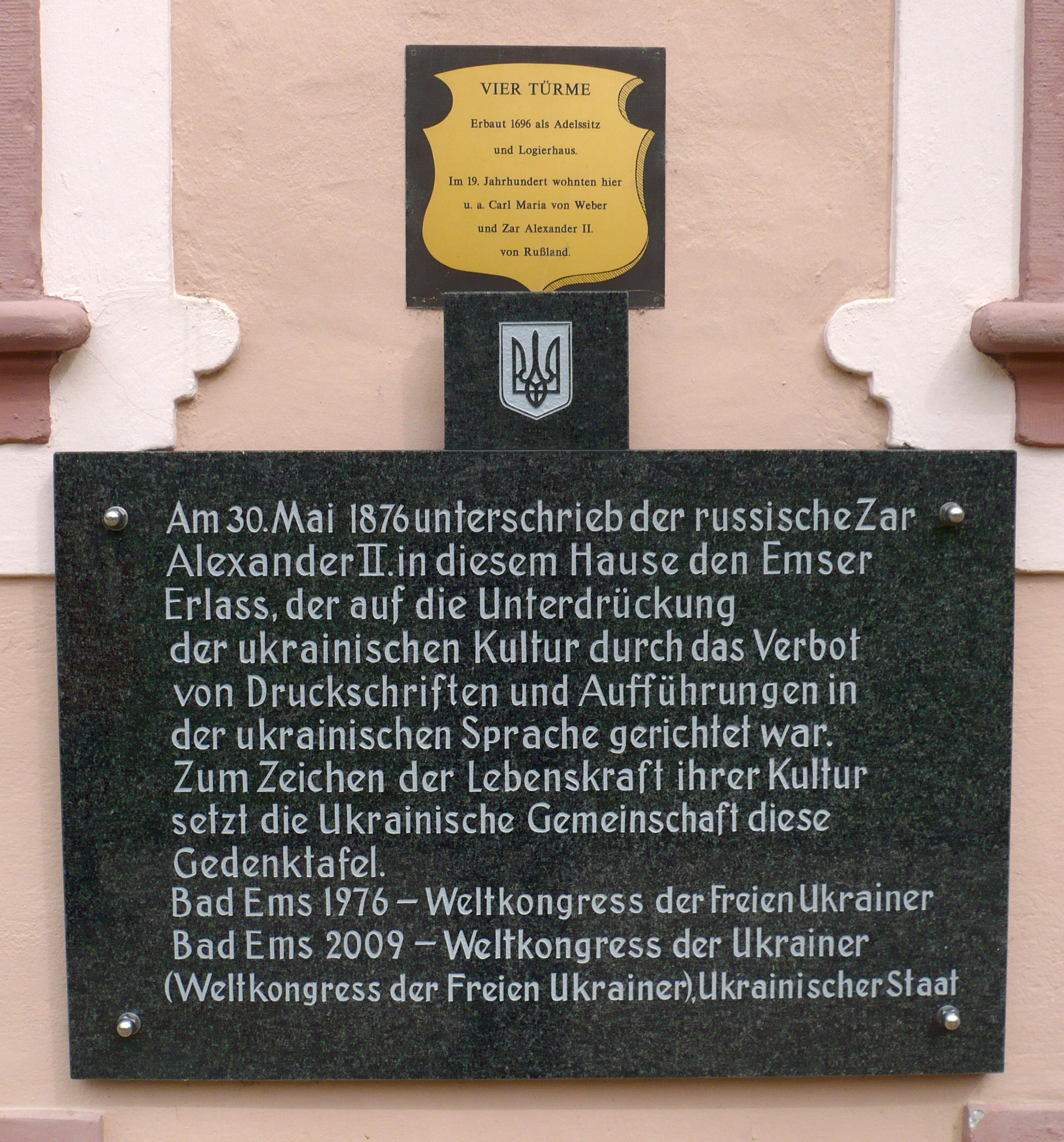
Un monument a l'Ucàs d'Ems, un decret d'Alexandre II que prohibia l'ús de la llengua ucraïnesa.

Però la presència de Drahomanov a Galítsia va comportar un major escrutini per part de les autoritats russes, amb el mateix Alexandre II que va ordenar l'acomiadament de Drahomanov de la Universitat de Kíiv i va nomenar una comissió per suprimir el separatisme ucraïnès. Al maig de 1876, Alexandre II va emetre l'Ukàs d'Ems, que prohibia totes les publicacions en llengua ucraïnesa i actuacions públiques, va tancar la Societat Geogràfica d'Ucraïna i va desterrar formalment a destacats nacionalistes ucraïnesos, inclòs el mateix Drahomanov. El Hromada va respondre nomenant Drahomanov per representar el moviment nacional ucraïnès a l'estranger i es va comprometre a donar-li suport econòmic a l'exili. El maig de 1876, Drahomànov va marxar d'Ucraïna cap a Viena. Però abans que es pogués establir, el govern imperial austríac es va iniciar contra el moviment socialista de galitsia i va acusar el mateix Drahomanov de ser el seu líder, obligant-lo a fugir a Suïssa.

### Exili a Suïssa (1876-1889)
A Ginebra, Drahomànov va començar a treballar en un programa polític socialista per a la Hromada, així com en diverses altres obres literàries: escriure una col·lecció de música socialista ucraïnesa; escriure sobre les condicions de vida i de treball a Ucraïna; i l'edició d'una novel·la de Panas Myrny.
Va tornar a participar en un debat amb els revolucionaris russos, com els de Naródnaia Vólia, ja que considerava que l'establiment del socialisme requeria un procés evolutiu gradual, més que un revolucionari ràpid. També va criticar les seves tendències cap a l'autoritarisme, el gran xovinisme rus i el maquiavelisme, especialment desaprovant les seves tàctiques terroristes, que van culminar amb l'assassinat d'Alexandre II.
L'agost de 1881, Drahomanov es va convertir en redactor en cap de la revista Volnoye Slovo, que va atreure lectors i corresponsals dels opositors a l'autocràcia tsarista, a causa de la seva defensa del sistema d'autogovern de Zemstvo i la seva oposició al terror revolucionari. Després de la Revolució de 1917, es va descobrir que la revista tenia el suport financer de l'Okhrana, a causa específicament de l'oposició de Drahomanov al terrorisme de Naródnaia Volia, que Pavel Shuvalov esperava que dividiria el moviment socialista revolucionari. Al maig de 1883, la revista havia tancat, després que Alexandre III es comprometés amb la política reaccionària i dissolgués el projecte de Shuvalov. El mes següent, Drahomanov es va unir a Ginebra per altres radicals ucraïnesos, que conjuntament van elaborar un programa federalista i democràtic per a la remodelació de l'Europa de l'Est: el Volny Soyuz (anglès: Free Union. En aquest moment, Drahomanov també va col·laborar en la publicació d'un estudi geogràfic d'Ucraïna per Élisée Reclus i va donar a conèixer la prohibició imperial russa de la llengua ucraïnesa al públic d'Europa occidental. També va continuar la seva implicació en la política socialista galítsia, enviant cartes i articles a diverses publicacions i líders polítics progressistes, i mantenint una estreta correspondència amb els seus deixebles Ivan Frankó.
En aquest moment, la política socialista radical de Drahomanov començava a alienar altres membres de la Hromada, que s'havia apropat a la política de dreta davant el clima polític cada cop més reaccionari a Kíiv i ara estava preocupat que el seu radicalisme pogués impedir el govern rus d'afluixar les restriccions a la llengua ucraïnesa. El 1886, els Hromada van deixar de proporcionar ajuda financera a Drahomanov, deixant-lo marginat i aïllat.

### Últims anys a Bulgària (1889-1895)

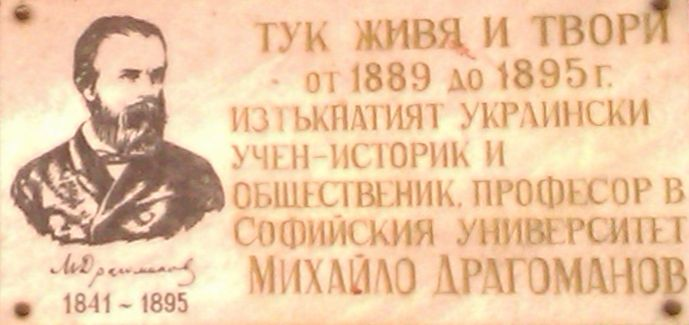
Placa commemorativa dedicada a Drahomanov a Sofia

El 1889, mentre treballava en una història de la literatura ucraïnesa, Drahomànov va ser convidat pel govern de Bulgària a ensenyar història durant tres anys a la Universitat de Sofia, proporcionant-li una vegada més seguretat financera. Malgrat les demandes del govern imperial rus d'expulsar-lo i altres "nihilistes" de Bulgària, el 1893, el seu contracte va ser renovat per tres anys més. El temps de Drahomanov a Sofia es va dedicar en gran part donant conferències sobre civilitzacions antigues i estudiant el folklore i la literatura ucraïnesos, tot i que encara va mantenir la seva col·laboració amb la premsa radical a la seva "segona pàtria" de Galítsia. En els seus articles per a la premsa de galítsia, va defensar la llibertat de religió i va fer campanya per la secularització de la societat de galítsia, oposant-se a la influència del clericalisme a la regió. També va escriure una sèrie d'obres sobre la situació a l'Ucraïna Dniéper, aconseguint guanyar-se a Borys Hrinchenko amb la seva pròpia perspectiva radical.
El continuat periodisme radical de Drahomanov el va convertir en enemic de la noblesa polonesa a Galítsia, l'autocràcia tsarista a Rússia, que cada un l'acusava de ser un agent de l'altre. També va ser acusat dels centralistes revolucionaris a Rússia i Galítsia, així com dels nacionalistes de dretes ucraïnesos, de ser un agent provocador de l'Imperi Rus. Malgrat aquestes acusacions, va mantenir les seves conviccions polítiques, defensant la llibertat política, l'autodeterminació i l'internacionalisme. Tenint en compte aquests principis, ell i els seus seguidors van establir el Partit Radical Ucraïnès, que va ajudar a difondre i celebrar les seves idees per tot Ucraïna, malgrat la censura del govern rus. Però quan les seves idees començaven a rebre un reconeixement generalitzat, començava a patir un aneurisma de l'aorta abdominal, que el va deixar amb una malaltia cardiovascular mortal. El 20 de juny de 1895, Mikhailo Petròvitx Drahomànov va morir poc després de donar una conferència a la Universitat de Sofia. Va ser enterrat al cementiri central de Sofia.

## Obres
Col·leccions
- Cançons històriques del poble ucraïnès (Kíev, 1874-1875)
- Llegendes i contes populars d'Ucraïna (Kíev, 1876)
- Cançons polítiques del poble ucraïnès (Ginebra, 1876)

Articles
- Ressenya: "Primer per al seu ús a les escoles populars del districte escolar de Kíev" (Kíev, 1866)
- Sobre la qüestió de la literatura ucraïnesa (Viena, 1876)
- La literatura ucraïnesa prohibida pel govern rus (París, 1878)
- Federalisme panslav (Grenoble, 1878)
- Idees polítiques i socials en cançons populars ucraïneses (Viena, 1880)
- A Geographic and Historical Survey of Eastern Europe (Ginebra, 1881)
- Programa de la Hromada (Ginebra, 1881)
- La centralització de la lluita revolucionària a Rússia (Ginebra, 1882)
- El camí d'Alemanya cap a l'est i el camí de Moscou cap a l'oest (Ginebra, 1882)
- Unió Lliure (Ginebra, 1884)
- Pensaments peculiars sobre la causa nacional d'Ucraïna (Lviv, 1891)
- Cartes al Dnieper Ucraïna (Lviv, 1893)
- Taming of the Shrew in the Folklore of the Ukraine (Chicago, 1893)
- The Lost Epoch (Publicat pòstumament)

Revistes
- Kievsky Telegraf [ anglès: Kyiv Telegraph ] (Kíev, 1874-1875)
- Hromada [ anglès: Community ] (Ginebra, 1876-1881)
- Volnoye Slovo [ anglès: Free Word ] (Ginebra, 1881-1883)

## Vida personal
Diversos membres de la família de Drahomanov eren rellevants per dret propi. Era oncle de la poeta ucraïnesa Larysa Kosach (més coneguda com a Léssia Ukraïnka), a la qual va contribuir a la seva educació, i era germà de l'escriptora i etnògrafa Olha Drahomanova-Kosach (Olena Pchilka). Amb la seva dona, l'actriu Lyudmyla Drahomanova, va tenir una filla, Lidia Shishmanova, que es va convertir en l'esposa de l'escriptor i polític búlgar Ivan Shishmanov.

## Llegat
El llegat durador de Drahomanov es pot discernir en tota la tradició ucraïnesa dels partits polítics d'esquerres i de l'activisme polític. Va influir personalment en un grapat d'intel·lectuals ucraïnesos més joves a la Galítsia dels Habsburg a finals de la dècada de 1870, primer Ivan Frankó i Mikhail Pavlyk, tots dos van adoptar les seves idees, però les van reelaborar més tard segons el seu propi motlle. El 1890 aquests intel·lectuals van fundar el primer partit polític ucraïnès: el Partit Radical Ruteno-Ucraïnès. El programa màxim d'aquest partit era socialista i, per tant, el partit es pot veure com un dels primers partits socialistes d'Europa de l'Est.
Drahomànov va intentar popularitzar una reforma ortogràfica, anomenada Drahomanivka després d'ell.
El 1991, l'antic Institut Pedagògic de Kíiv que portava el nom de Maksim Gorki va ser rebatejat com a Institut Pedagògic Drahomanov de Kíiv. El 1997, l'institut va rebre l'estatus de "Universitat Nacional" i posteriorment va ser designat Universitat Pedagògica Nacional Drahomanov.